# 5×5 THE BEST SELECTION OF 2002←2004
『5×5 THE BEST SELECTION OF 2002←2004』（ファイブバイファイブ ザ ベスト セレクション オブ 2002←2004）は、日本の男性アイドルグループ・嵐のベスト・アルバム。2004年11月10日にジェイ・ストームから発売された。

## 解説
2002年に発売された『嵐 Single Collection 1999-2001』以来となるベストアルバム。J Storm移籍後の2002年2月に発売された「a Day in Our Life」から2004年8月に発売された「瞳の中のGalaxy/Hero」までのシングルと、一部のアルバム曲とカップリング曲が収録されている。
初回盤はDVD付属。DVDは、本作未収録となっているデビューシングルの「A・RA・SHI」から本作発売までに至る全シングル曲のPVが収録されている。通常盤はジャケット違いのCDのみ仕様、ボーナストラックに「La tormenta 2004」を収録している。また、初回プレス版のみ、メンバーのプライベートトークが電話で聞ける特典が封入されていた。
タイトルにある通り発表順とは逆に、発表を遡るように収録されている。そのため両A面シングルも2曲目から順に収録している。通常盤では最後に新曲が収録されている。
「La tormenta 2004」はメンバー紹介の歌でコンサートなどで歌われる。歌詞の中にメンバーの愛称が入っている。

## 収録曲

### CD
1. Hero [4:54]
  - 13thシングルの2曲目
2. 瞳の中のGalaxy [5:19]
  - 13thシングルの1曲目
3. 途中下車 [4:16]
  - 4thアルバム『いざッ、Now』収録曲
4. RIGHT BACK TO YOU [3:35]
  - 4thアルバムリードトラック
5. PIKA★★NCHI DOUBLE [5:07]
  - 12thシングル
6. 言葉より大切なもの [4:02]
  - 11thシングルの2曲目
7. ハダシの未来 [4:41]
  - 11thシングルの1曲目
8. Lucky Man [5:08]
  - 3rdアルバム『How's it going?』リードトラック

オリジナルバージョンより少し長くなっている（アウトロがフェードアウトしているため）。
9. Blue [5:36]
  - 3rdアルバム収録曲
10. とまどいながら [4:15]
  - 10thシングル
11. 冬のニオイ [5:12]
  - 10thシングルカップリング曲
12. PIKA☆NCHI [4:51]
  - 9thシングル
13. 眠らないカラダ [4:31]
  - 2ndアルバム『HERE WE GO!』収録曲
14. ナイスな心意気 [4:00]
  - 8thシングル
15. a Day in Our Life [4:47]
  - 7thシングル
16. La tormenta 2004 [4:08]
作詞：ミウラタカシ、作曲・編曲：吉岡たく、Rap詞：櫻井翔
  - メンバー紹介曲の新録バージョン

通常盤のみ収録。
5thベスト・アルバム特別バージョン『5×20 All the BEST!! 1999-2019 (Special Edition)』にも収録された。
2012年に開催された「ARASHI アラフェス NATIONAL STADIUM 2012」では、「La tormenta 2012」として、歌詞が一部変更されたバージョンが披露された。

### DVD「THE CLIPS OF 1999→2004」
※初回限定盤のみ
1. A・RA・SHI
2. SUNRISE日本
3. 台風ジェネレーション -Typhoon Generation-
4. 感謝カンゲキ雨嵐
5. 君のために僕がいる
6. 時代
7. a Day in Our Life
8. ナイスな心意気
9. PIKA☆NCHI
10. とまどいながら
11. ハダシの未来
12. 言葉より大切なもの
13. PIKA★★NCHI DOUBLE
14. 瞳の中のGalaxy
15. Hero
16. Lucky Man

## 映像作品
La tormenta 2004
- How's it going? SUMMER CONCERT 2003（La tormenta chapterⅡ）
- ARASHIC（初回限定盤）
- ARASHI AROUND ASIA Thailand-Taiwan-Korea
- ARASHI AROUND ASIA+ in DOME
- ARASHI AROUND ASIA 2008 in TOKYO
- ARASHI アラフェス NATIONAL STADIUM 2012（La tormenta 2012）
- ARASHI Anniversary Tour 5×20